# Kon Tiki? Azië - Oceanië - Amerika
Kon Tiki? Azië ↔ Oceanie ↔ Amerika was een grote tentoonstelling die van 14 juni - 14 september 1953 werd gehouden in het Tropenmuseum in Amsterdam. 
De tentoonstelling trachtte de controversiële theorie van Thor Heyerdahl over de Amerikaanse herkomst van de Polynesiërs in de Pacific te illustreren en te nuanceren. Aangezien het Tropenmuseum niet zelf alle collectie had om dit te doen, waren veel Aziatische, Amerikaanse en Polynesische voorwerpen in bruikleen gevraagd van andere musea en particulieren, zoals het Rijksmuseum voor Volkenkunde in Leiden, het Museum voor Land- en Volkenkunde in Rotterdam, het American Museum of Natural History in New York en twee Duitse volkenkundige musea. Ook stukken uit privé-collecties kwamen op de tentoonstellingsvloer, zoals die van Hans Feriz, die later aan het Tropenmuseum zou worden geschonken, en Kunstzaal van Lier.
De expositie nam geen stelling in bij de vraag of de oorspronkelijk Polynesiërs vanuit Azië - de gangbare theorie - of vanuit Amerika hun eilanden in de Grote Oceaan hadden bevolkt, maar belichtte kritisch elementen van de Polynesische cultuur die Heyerdahl had aangevoerd om zijn visie te onderbouwen, zoals de vorm van stenen bijlklingen, gestapelde terrasvormige bouwwerken in de vorm van trappiramiden, aardewerk, de afwezigheid van de weeftechniek en schedeltrepanatie. Ook voedingsgewassen, bloedgroepen en zeestromen kwamen ter sprake, evenals de Beringstraat, die als 'brug' heeft gefungeerd bij de migratie van Aziatische bevolkingsgroepen naar het Amerikaanse continent, wat voor overeenkomsten in cultuur heeft gezorgd.
De conclusie in de bij de tentoonstelling uitgegeven catalogus was dat het vraagstuk van de herkomst der bevolking van de Polynesische eilanden niet door een enkele waarneming op te lossen is. Niettemin heeft het tentoongestelde U, naar wij hopen, doen zien hoe boeiend elk van de facetten van het vraagstuk kan zijn en hoe voor de oplossing, zelfs van een gedeelte van de vraag, de samenwerking van zeer velen - onderzoekers in verschillende wetenschappen, belangstellende reizigers, verzamelaars, kortom belangstellenden in ruime kring - nodig is. 
De naam van de auteur van de catalogus is niet vermeld, maar zeer waarschijnlijk is dat de antropologe Hetty Heeren-Palm (later: Hetty Nooy-Palm) die twee jaar later in Amsterdam zou promoveren op het proefschrift Polynesische migraties (1955). Zij zou later tot aan haar pensioen in dienst treden van het Tropeninstituut.

## Catalogus
- Kon Tiki? Azië ↔ Oceanie ↔ Amerika. Amsterdam: Koninklijk Instituut voor de Tropen, 1953.